# École de Nakano
Pour les articles homonymes, voir Nakano (homonymie).
L'école de Nakano (陸軍中野学校, Rikugun Nakano Gakkō) était le principal centre de formation du renseignement militaire de l'armée impériale japonaise durant la Seconde Guerre mondiale.

## Histoire
L'armée impériale japonaise a toujours donné une grande priorité à l'usage des tactiques militaires non conventionnelles. Depuis le début de la guerre sino-japonaise (1937-1945), des agents japonais, déguisés en hommes d'affaires ou en missionnaires bouddhistes en Chine, Mandchourie et URSS, établirent un important réseau de renseignement utile pour réaliser des cartes, recruter du soutien local, et collecter des informations sur les forces ennemies. Les espions japonais cherchaient souvent à être recrutés comme domestiques d'officiers étrangers ou comme travailleurs ordinaires sur les projets de construction d'une armée étrangère. Certaines de ses activités étaient placées sous la direction de la 2e section de l'État-major de l'armée impériale japonaise.
En juillet 1938, après plusieurs tentatives infructueuses d'infiltrer l'armée soviétique et de recruter des Russes blancs, le commandement de l'armée décida qu'une approche plus « systématique » dans la formation des agents était requise. Le colonel Shun Akigusa fut chargé d'organiser le cursus d'une nouvelle école spéciale, qui serait située dans le 4e district de Nakano à Tokyo. Le titre officiel de l'école était « centre de recherche de correspondance de l'armée » pour faire croire au public que l'école se focalisait sur la correspondance et non sur un entraînement top secret.
L'école de Nakano était d'abord tournée surtout vers l'URSS, enseignant le russe en première langue étrangère. En 1940, le nouveau directeur de l'école devint le colonel Masao Ueda, qui avait fourni en 1938 des renseignements précieux sur la Russie depuis son poste d'attaché militaire (un poste habituel des diplômés de Nakano) en Pologne.
Après l'attaque de Pearl Harbor, et le début de la Seconde Guerre mondiale, l'école de Nakano se tourna plus vers les pays du sud. Après le bombardement de Tokyo, elle fut déplacée à Tomioka dans la préfecture de Gunma.

## Opérations
Petite école de par son histoire, l'établissement de Nakano a diplômé plus de 2 500 élèves, qui furent formés dans des sujets très variés comme le contre-espionnage, le renseignement militaire, les opérations secrètes, le sabotage, les langues étrangères, et l'aïkido, en plus des techniques militaires non conventionnelles comme la guérilla. Des cours supplémentaires étaient donnés sur une grande variété de sujet comprenant la philosophie, l'histoire, l'actualité, les arts martiaux, la propagande, et divers types d'actions secrètes.
Bien que petite, ses diplômés eurent à l'occasion de grands succès, comme la capture intacte d'installations pétrolières à Palembang dans les Indes orientales néerlandaises, par des parachutistes entraînés à Nakano. Les diplômés furent aussi très actifs en Birmanie, en Inde, et durant la bataille d'Okinawa. 
Les opérations F Kikan, I Kikan et M Kikan (ja) furent en majorité organisées par des anciens élèves de Nakano. Les opérations F Kikan et I Kikan visaient directement l'Inde britannique en formant l'armée nationale indienne et en soutenant le mouvement Azad Hind dans les territoires occupés de Malaisie et de Singapour. Elles travaillaient avec les nationalistes indonésiens désirant l'indépendance. Ses efforts pour promouvoir les mouvements anti-britanniques et anti-néerlandais vers la fin de la guerre, jouèrent un rôle dans l'indépendance de l'Inde et de l'Indonésie.
L'opération M Kikan équipait et organisait l'armée nationale birmane pour engager une résistance anti-britannique, de la collecte d'information et, plus tard, un combat direct contre les forces britanniques en Birmanie.
En Chine, une opération échouée de l'école Nakano consista en la tentative d'affaiblir le gouvernement nationaliste en introduisant de grandes quantités de billets de banque chinois en utilisant des presses volées à Hong Kong.
Vers la fin de la guerre, les diplômés de Nakano étendirent leurs activités au sein même du Japon, ou leur entraînement en guérilla était nécessaire pour aider à organiser la résistance civile contre une possible invasion américaine.

## Après la guerre
Bien que l'école de Nakano fut fermée à la fin de la guerre, de nombreux diplômés continuèrent à jouer un rôle important dans la hiérarchie des services de renseignements militaires et dans le monde des affaires, résultat d'un marché conclu entre le chef de l'espionnage japonais, le général Seizo Arisue, et le général MacArthur (qui désirait les renseignements japonais sur l'URSS).
Le sous-lieutenant Hirō Onoda, ancien élève de Nakano, ne se rendit qu'en 1974 sur l'île de Lubang aux Philippines. Le second-lieutenant Kikuo Tanimoto, autre ancien de Nakano, se porta volontaire pour la guerre d'indépendance vietnamienne contre les Français et travailla comme conseiller à l'académie militaire de Quảng Ngãi (Trường Lục quân trung học Quảng Ngãi),.

## Films
L'école de Nakano est le sujet de différentes fictions populaires comme : 
- Rikugun Nakano Gakko: Mitsumei (« L'école militaire de Nakano : ordre top secret ») (1967)
- Rikugun Nakano gakko: Kaisen zenya (« L'école militaire de Nakano : la guerre éclaté la nuit dernière ») (1968)
- Rikugun Nakano gakko: Kumoichigô shirei (« L'école militaire de Nakano : Directive fantôme #1 ») (1966)